# Піша Слобода
Пі́ша Слобода́ (рос. Пешая Слобода) — село у складі Нижньоломовського району Пензенської області, Росія.
Населення — 846 осіб (2010; 924 у 2002).
Національний склад станом на 2002 рік:
- росіяни — 98 %